# SU-85
O SU-85 (abreviação de Samokhodnaya Ustanovka 85) foi um destruidor de tanques soviética utilizado durante a Segunda Guerra Mundial, baseado no chassi do tanque médio T-34. Canhões auto-propelidos soviéticos anteriores eram projetadas para servir tanto como canhões de assalto, como o SU-122, ou como destruidor de tanques, sendo que o SU-85 foi enquadrado nesta última categoria. A designação "85" é em relação ao calibre da arma principal, a D-5S de 85 mm.

## Descrição
O SU-85 foi uma modificação do obus auto-propelido anterior SU-122, essencialmente substituindo o canhão M-30S de 122 mm do SU-122 com o D-5T de 85 mm de alta-velocidade e destruidor de tanques. O D-5T era capaz de penetrar o Tiger I a 1.000 m de distância. O veículo tinha um perfil baixo e excelente mobilidade.

## Variantes

### União Soviética
- SU-85 Versão básica com quatro periscópios e sem a cúpula do Comandante.
- SU-85M Versão melhorada com a cúpula no estilo do SU-100.

### Polônia
- WPT-34 (1960) - Veículo de reparo e manutenção polonês com uma superestrutura substituindo a casamata, uma grua, um snorkel telescópico para operações em águas rasas e uma âncora terrestre na traseira. Foi convertido de tanques SU-85 bem como de T-34's e SU-100's.